# جیمز ساویر فورد
جیمز فورد (به انگلیسی: Jemes Ford) یا ساویر (به انگلیسی: Sawyer) نام شخصیت خیالی مجموعه تلویزیونی گمشدگان محصول شبکه ای بی سی آمریکا می‌باشد. ایفاگر این شخصیت جاش هالووی می‌باشد. ساویر در قسمت نخست سریال بدلیل داشتن شخصیت خودشیفته و عاصی مورد علاقه سایر نجات یافتگان نیست. او بذله گو و اندکی غیر اجتماعی است، از طرفداران حزب جمهوریخواه بوده و ادعا می‌کند تا کنون به حزب دموکرات رای نداده است.
شخصیت او در فصل‌های پایانی، طوری تغییر می‌کند که خود را به خاطر نجات دوستانش از هلیکوپتر فرانک لاپیدوس (که به دلیل کمبود سوخت باید از وزن هلیکوپتر کم می‌شد) در دریا پرت می‌کند و تا جزیره شنا می‌کند. به علاوه او در فلاش بک‌ها با کریستین شپارد، پدر جک هم ملاقاتی داشته است. او هیچکس را با نام صدا نمی‌زند و همه را با لقب صدا می‌زند! از جمله اینکه همیشه کیت آستن را با نام کک و مک (یا Freckles) و جک را با نام دُکی (یا Doc) خطاب می‌کند!

## زندگی

### قبل از سقوط
پیش از سقوط به جزیره سابقه کلاهبرداری داشته و یکبار نیز زندانی شده‌بود. او زمانی که شش ساله بود شاهد کشته شدن مادرش توسط پدرش و خودکشی متعاقب پدر خود بود. انگیزه این اتفاق دخالت شخصی بنام ساویر در زندگی آنها بود. از همان زمان جیمز فورد نام ساویر را بر خود می‌گزیند و سعی در انتقام از وی دارد. او یکبار شخصی را به اشتباه در سیدنی استرالیا به قتل رساند. ساویر در داستان به کیت آستن علاقه دارد و در فصل سوم موفق می‌شود ساویر واقعی (پدر جان لاک) را با فشردن زنجیر به دور گردن او به قتل برساند.

### بعد از سقوط
او در جزیره کتاب زیاد میخواند و پس از اینکه جک او را معاینه میکند متوجه میشود که چشمانش نیاز به عینک دارد. وی پس از اینکه جک،کیت،سعید،هارلی و سان از جزیره خارج میشوند،به ژولیت علاقه مند میشود‌ اما با مرگ ژولیت رابطه آنها پایان میابد.جیمز به کیت حلقه ای نشان میدهد و میگوید میخواسته با ژولیت ازدواج کند.وی حلقه را به دریا پرتاب میکند.او قبل از ژولیت به کیت نیز علاقه داشت. سرانجام جیمز به همراه هواپیما فرانک لاپیدوس موفق به ترک جزیره میشود.

### زندگی بعدی
او پلیس لس آنجلس است و موفق به دستگیری کیت،سعید و دزموند میشود.همکار او مایلز استرام است.  